# فاروق عطية
فاروق عطية (1 نوفمبر 1945 -) هو كاتب سيناريو ومؤلف وممثل مصري.

## حياته ومسيرته
مواليد 1 نوفمبر 1945

## أعماله

### تأليف
شربات / حمام بشتك
2002 - مسلسل
سيناريو
كومي و 3 بنات
2002 - مسلسل
قصة وسيناريو وحوار
زنقة الستات
2000 - فيلم
معالجة درامية
سكة سعد
1999 - مسلسل
قصة وسيناريو وحوار
عاطفة لا تموت
1999 - مسلسل
مؤلف
أحلام وردية
1998 - مسلسل
قصة وسيناريو وحوار
اللعب في المضمون
1998 - مسلسل
قصة وسيناريو وحوار
أبناء دهشان
1997 - مسلسل
قصة وسيناريو وحوار
هي والعاصفة
1995 - مسلسل
قصة وسيناريو وحوار
عروس البحر
1993 - مسلسل
قصة وسيناريو وحوار
لعبة الفنجري
1993 - مسلسل
مؤلف
جنة حتحوت
1992 - مسلسل
مؤلف
أهلا بالأحلام
1988 - مسلسل
قصة وسيناريو وحوار
الدرس
0 - سهرة تليفزيونية
قصة وسيناريو وحوار
الشيخ شيخة
0 - سهرة تليفزيونية
معالجة درامية وسيناريو وحوار
ألوان الحب السبعة
0 - سهرة تليفزيونية
قصة وسيناريو وحوار
محاكمة عيدان القصب
0 - سهرة تليفزيونية
سيناريو وحوار

### تمثيل
فرسان الله
1979 - مسلسل
اللسان المر
1976 - مسلسل
غراميات مجنون
1967 - فيلم